# Трудолюбие (село)
Трудолюбие — село в Светлоярском районе Волгоградской области, в составе Райгородского сельского поселения Светлоярского района.

## История
Дата основания не установлена.
По состоянию на 1936 году хутор являлся центром самостоятельного Трудолюбовского сельсовета.
В 1954 году Трудолюбовский сельсовет присоединён к Светлоярскому сельсовету.
В 1959 году хутор включён в состав Райгородского сельсовета.

## Население
| 2002 |
| ---- |
| 88   |

| 2010 |
| ---- |
| 85   |

## Инфраструктура
Развитое сельское хозяйство. Личное подсобное хозяйство.

## Транспорт
Просёлочные дороги.